# Les Aspin
Leslie Aspin Jr., detto Les (Milwaukee, 21 luglio 1938 – Washington, 21 maggio 1995), è stato un politico statunitense, segretario della difesa dal 1993 al 1994 durante la presidenza di Bill Clinton.

## Biografia

### Infanzia e carriera
Aspin nasce a Milwaukee, nel Wisconsin. Alla fine degli anni 50 ha frequentato l'Università Yale, dove si è laureato con lode in storia. A questo titolo ne conseguiranno altri due: un Master in filosofia conseguita ad Oxford ed un dottorato in economia al MIT. Negli anni successivi ha ricoperto il ruolo di membro del personale del Congresso degli Stati Uniti del senatore William Proxmire, per poi servire come ufficiale dell'esercito dal 1966 al 1968 servendo come analista dei sistemi per il segretario alla Difesa Robert McNamara. In quegli stessi anni aveva inoltre ottenuto anche la cattedra di docente di economia presso la Marquette University.
Nel 1970 si candidò come democratico al Congresso degli Stati Uniti per il 1º distretto del Wisconsin vincendo contro il deputato in carica Henry Schadeberg. Durante il suo operato aveva mostrato la propria contrarietà al coinvolgimento degli Stati Uniti nella guerra del Vietnam.

### Segretario della Difesa
Si dimise il 20 gennaio 1993 quando fu nominato dal neo-presidente Bill Clinton come segretario alla Difesa nel suo gabinetto, all'interno del quale ha affrontato questioni sociali complesse, come il ruolo degli omosessuali nell'esercito e l'introduzione delle donne in combattimento, nonché le principali decisioni relative all'uso della forza militare in Somalia, Bosnia e Haiti. Ha proposto inoltre tagli di bilancio e ristrutturazione delle forze come parte del ridimensionamento dell'esercito dopo la fine della guerra fredda. 
Il 15 dicembre di quello stesso anno il presidente Clinton ne annunciò le dimissioni inizialmente solo per motivi personali, anche se molti pareri diedero come motivazione principale l'inadeguatezza del supporto militare che causò la morte di diversi soldati americani durante la battaglia di Mogadiscio. Rimase in carica fino al 3 febbraio 1994, quando gli succedette il suo vice William Perry.

### Morte
Dopo aver sofferto negli ultimi anni di cardiomiopatia ipertrofica, morì il 21 maggio 1995 all'età di 56 anni dopo essere stato colpito da un ictus.